# Будівництво 791 і ВТТ
Будівництво 791 і ВТТ — підрозділ системи виправно-трудових установ СРСР, оперативне керування якого здійснювало Головне Управління таборів промислового будівництва (ГУЛПС).
Організований не раніше 19.02.46;

закритий після 09.03.49
Дислокація: Грузинська РСР, ст. Сухумі Закавказької залізниці в 1946;

м.Гагра з 21.01.49

## Виконувані роботи
- буд-во ін-тів «А» і «Г» в Ангузерах, їх допоміжних об'єктів, житла,
- буд-во Очамчирського моста, гідростанції на р. Мюссера,
- буд-во об'єктів держ. дачі № 5 в р-ні оз. Ріца, держ. дачі № 11 в тому ж р-ні